# Tatenberg
Tatenberg o en baix alemany Totenbarg és un barri al districte de Bergedorf a l'estat d'Hamburg a Alemanya. A la fi de 2009 tenia 499 habitants a una superfície de 3,1 km².
És una antiga illa fluvial, formada pel Dove Elbe i un priel de l'Elba Binnen Rehden que la separava de la parròquia d'Ochsenwerder del qual depenia segons l'administració eclesiàstica. El primer esment escrit Tadekensberghe data del 1315. La construcció de dics i l'assecament dels pòlders va començar al segle xiii. Des del 1630 va tenir un dic comú amb Ochsenwerder. La lluita contra els cops de mar va marcar la història del poble i diverses vegades va ser completament submergit. Des del 1924 el Gose Elbe i des del 1952 el Dove Elbe van ser tallats per rescloses de la influència de la marea, el que va reduir considerablement el terra directament amenaçat per les aigües. Finalment, després de la inundació del 1962 un dic principal nou més elevat va ser construït i encara alçat el 2000, com que el canvi climàtic i l'apregonament de l'Elba augmenten l'altitud de la marea.
És un dels Marschlande sovint anomenats juntament amb els Vierlande veïns, territoris que Hamburg va adquirir a la fi de l'edat mitjana. L'activitat econòmica principal és la cultura de fruita i llegums. També hi ha una colònia de més de 1.000 petits jardins populars. És un territori força exclavat amb connexions penibles amb el centre d'Hamburg.
Tot i que moltes cases antigues van ser derrocades per a l'alçament del dic principal, en queden uns exemplars interessants. El poble atreu els navegants esportius al port al Dove Elbe i vianants i ciclistes als camins tranquils als dics.

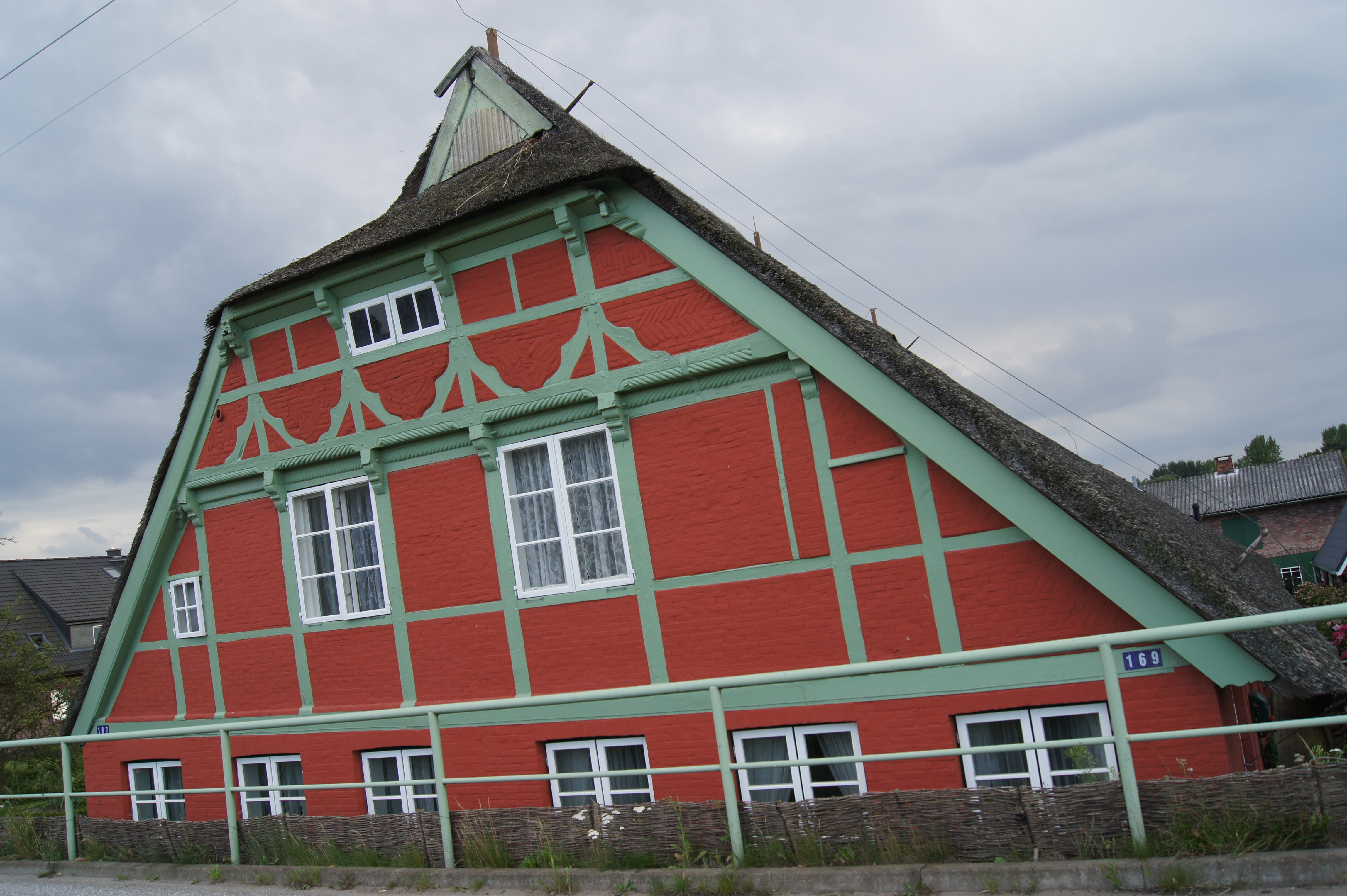
Casa antiga amb entramat de fusta
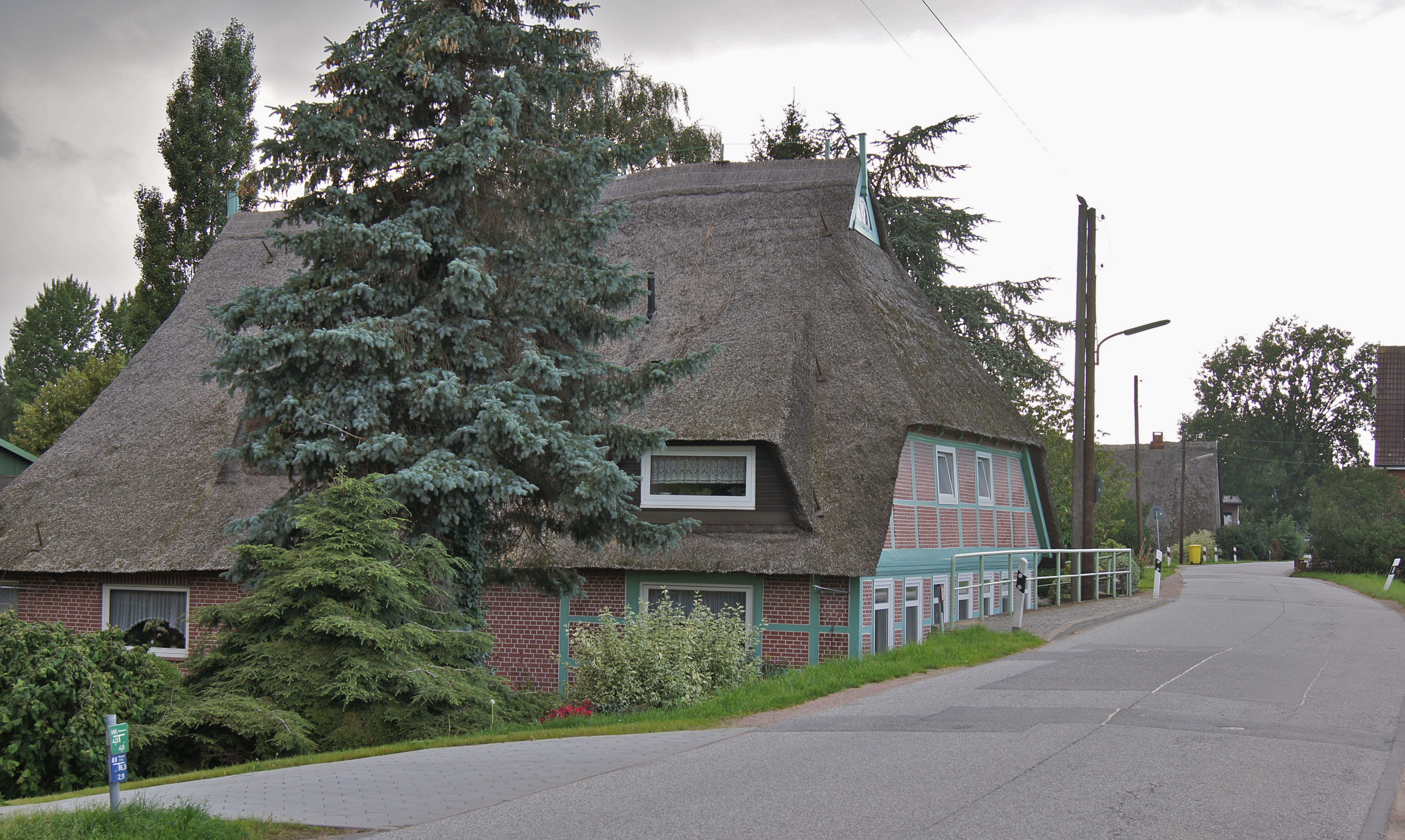
Casa antiga amb entramat de fusta

## Llocs d'interès
- La resclosa a la desembocadura del Dove Elbe a l'Elba
- La venda de fruita i verdura directament al productor als múltiples Hofladen o botegues al mas
- El port esportiu

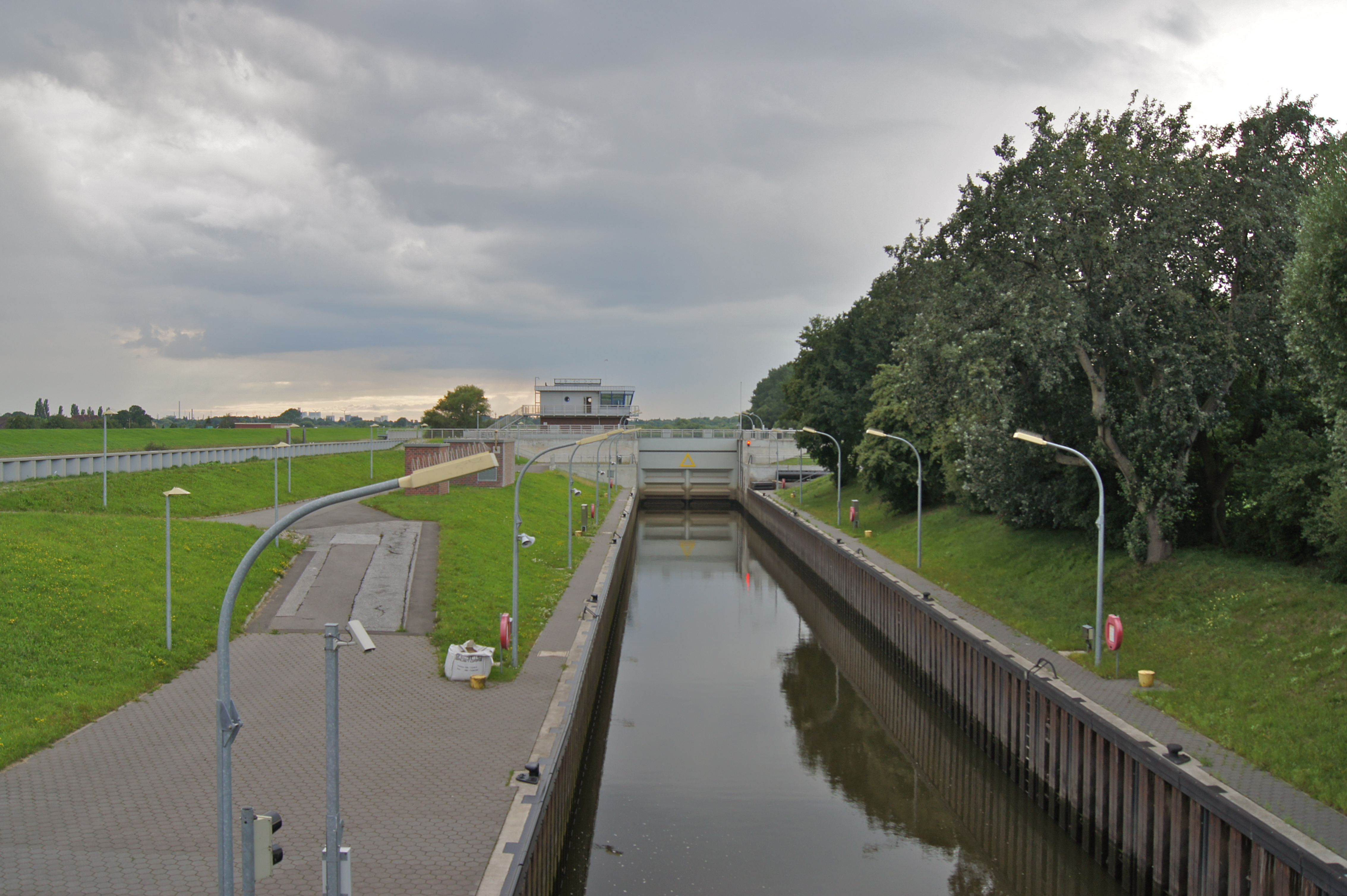
Tatenberger Schleuse Resclosa al Dove Elbe
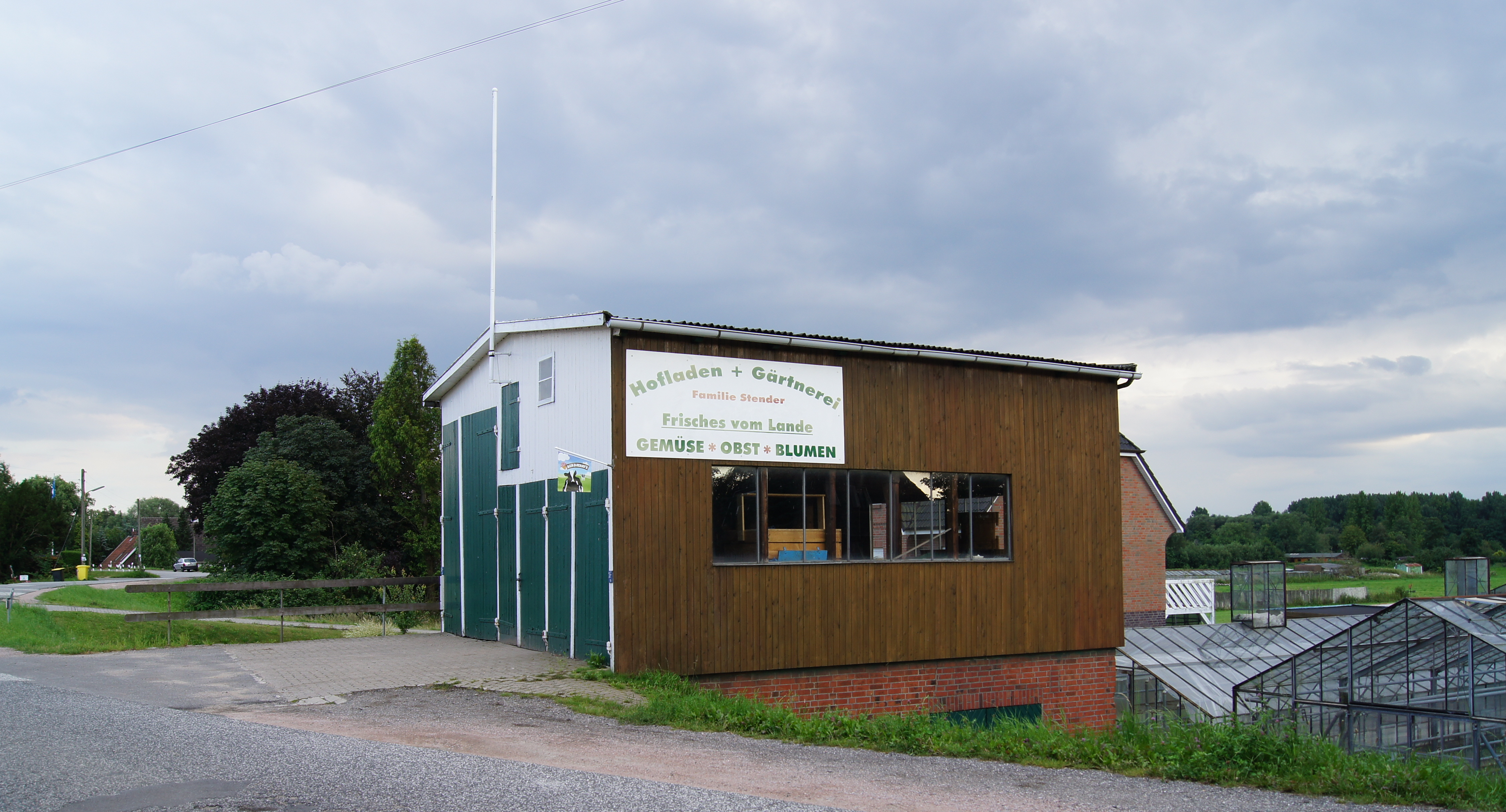
Una botega al mas

## Tatenberg a la literatura
El nom de Tatenberg, al qual hi havia unes extensions del camp de concentració de Neuengamme va inspirar l'autor francès Armand Gatti, un presoner de Neuengamme, pel títol de la seva obra de teatre La deuxième Existence du camp de Tatenberg, tot i que el drama se situa a Mauthausen i el seu infamós Totenberg (mont dels morts), del qual els nazis llençaven els presoners al riu.